# Rhyparus clavipes
Rhyparus clavipes är en skalbaggsart som beskrevs av Gilbert John Arrow 1935. Rhyparus clavipes ingår i släktet Rhyparus och familjen Aphodiidae. Inga underarter finns listade i Catalogue of Life.